# Coll de l'Home Mort (Formiguera)
El Coll de l'Home Mort és una collada situada a 2.594 metres d'altitud del límit dels termes comunals de Formiguera, de la comarca del Capcir, a la Catalunya del Nord i d'Orlun, del País de Foix, al Llenguadoc occità.
Està situat a l'extrem de ponent del terme de Formiguera i al sud-est del d'Orlun, a sota i a prop, al nord-est, del Puig de l'Home Mort. És a ponent de la Muntanyeta i al sud-oest del Puig de Morters.